# Rhabdosargus sarba
Rhabdosargus sarba — вид окунеподібних риб родини Спарові (Sparidae). Це морський, тропічний вид, що мешкає на глибині до 100 м. Зустрічається на заході Індійського океану біля берегів Східної Африки та у Червоному морі. Тіло завдовжки до 80 см. Живиться на піщанному ґрунті різними безхребетними.